# Kręglarstwo na World Games 1997
Wyniki zawodów w kręglarstwie na World Games 1997. Zawody te odbyły się w dniach 8 - 10 sierpnia w Lahti Sports Center. 

## Mężczyźni

### Singiel 10-kręgielny
- 1.  Gery Verbruggen
- 2.  Vernon Peterson
- 3.  Rafael Nepomuceno

## Kobiety

### Singiel 10-kręgielny
- 1.  Patricia Schwarz
- 2.  Isabelle Saldjian
- 3.  Lee Mi-Young

## Mixty

### Pary 10-kręgielne
- 1.  Sharon Low/Daniel Lim
- 2.  Tomomi Shibata/Shigeo Saito
- 3.  Cara Honeychurch/Andrew Frawley